# جلا
جَلا ( به انگلیسی : luster ) در زمین‌شناسی یکی از معیارهای شناسایی و توصیف کانی‌ها است.
جلا توصیف شیوه‌ای است که نور با سطح یک بلور، سنگ یا کانی تعامل می‌کند. در واقع جلا به نحوه انعکاس نور از سطح کانی گفته می‌شود. دو دسته اصلی در طبقه‌بندی کانی ها براساس جلا ، جلای فلزی و غیرفلزی می‌باشد.
1. جلای فلزی در اثر انعکاس زیاد نور از سطح کانی های کدر (opaque) که نور را از خود عبور نمی‌دهند ، به وجود می‌آید.
2. جلای غیر فلزی دارای تنوع زیادی است از جمله جلای شیشه‌ای (vitreous) ، رزینی (resinous) ، چرب (greasy) ، مرواریدی (pearly) ، ابریشمی (silky) الماسی (adamantine) و خاکی (dull or earthy).

نحوه انعکاس یا جذب نور توسط کانی ها به نوع اتم های تشکیل دهنده‌ی کانی و نحوه پیوند آنها بستگی دارد. بسیاری از کانی هایی که پیوند کووالانسی دارند ، تمایل به داشتن جلای الماسی دارند ، حال آنکه کانی‌های با پیوند یونی بیشتر جلای شیشه‌ای دارند. کوارتز یک کانی با جلای شیشه‌ای است.
برخی کانی‌ها در مقابل نور می‌درخشند مانند الماس و شماری دیگر کدر و مات هستند مانند پیروکس‌ها.